# Thomas Noel Bisson

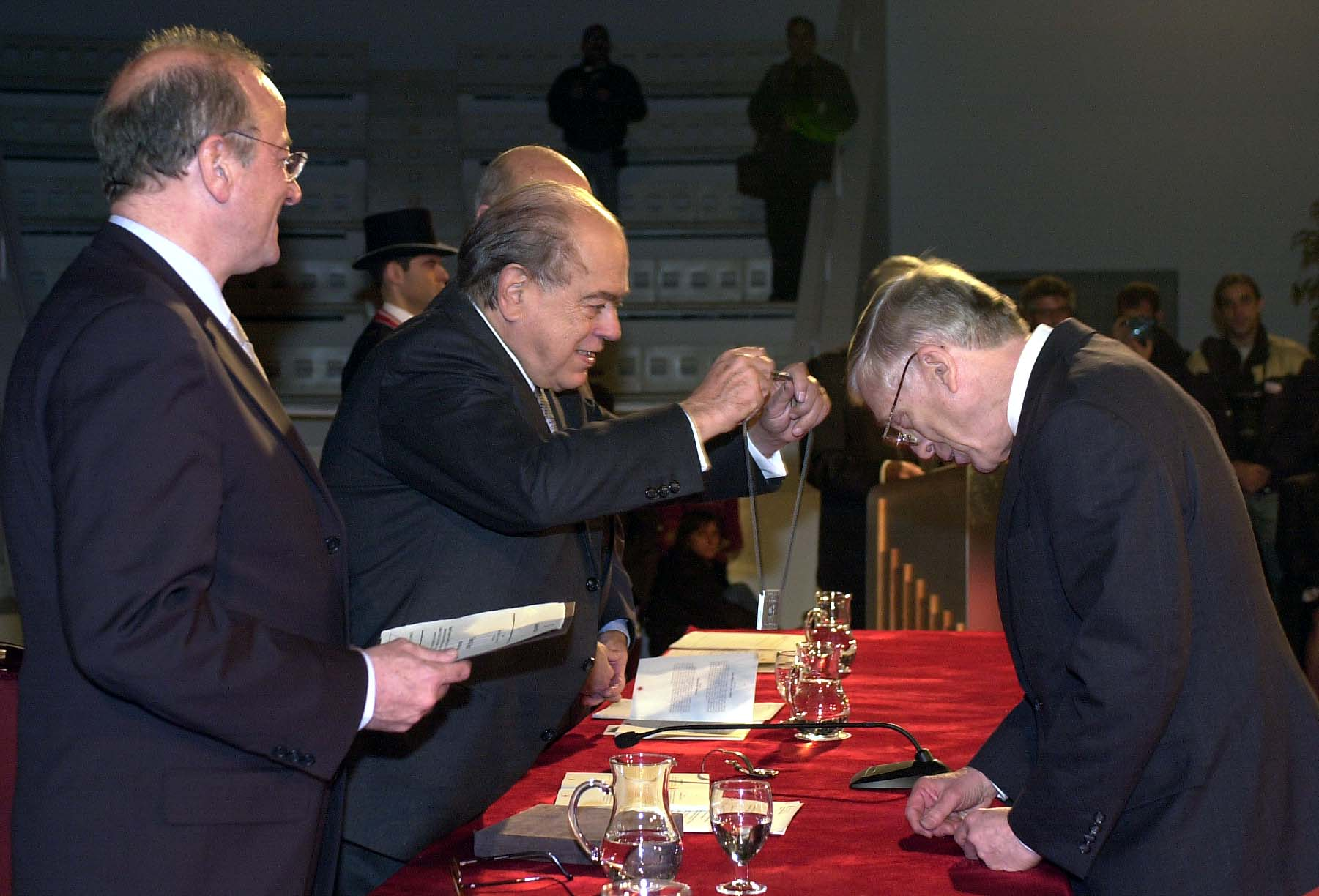
Thomas N. Bisson (rechts) erhält das Creu de Sant Jordi (2001).

Thomas Noel Bisson (* 30. März 1931 in New York City; † 28. Juni 2025 in Cambridge (Massachusetts)) war ein US-amerikanischer Historiker. Er galt als Experte für die europäische Geschichte des Mittelalters.

## Leben und Wirken
Er war Professor für mittelalterliche Geschichte am Swarthmore College, am Amherst College, an der Brown University, an der University of Berkeley und an der Harvard University. Seit 1975 war er Mitglied der American Philosophical Society und der Medieval Academy of America, die ihm 1989 ihre Haskins Medal verlieh. Er erhielt 1991 die Ehrendoktorwürde der Universitat Autònoma de Barcelona. 1992 wurde er in die American Academy of Arts and Sciences gewählt. Seit 1990 war er korrespondierendes Mitglied der British Academy. 2001 verlieh ihm die Generalitat de Catalunya das Creu de Sant Jordi. 
Thomas Noel Bisson verstarb Ende Juni 2025 nach kurzer Krankheit im Alter von 94 Jahren.

## Schriften (Auswahl)
- Assemblies and representation in Languedoc in the thirteenth century. Princeton 1964, OCLC 999360845.
- The medieval crown of Aragon. A short history. Oxford 1986, ISBN 0-19-821987-3.
- The crisis of the twelfth century. Power, lordship, and the origins of European government. Princeton 2009, ISBN 978-0-691-13708-7.
- (Hg.): The chronography of Robert of Torigni. Oxford 2020, ISBN 978-0-19-968212-6.